# Saint-Front-sur-Nizonne
 Saint-Front-sur-Nizonne  es una población y comuna francesa, situada en la región de Aquitania, departamento de Dordoña, en el distrito de Nontron y cantón de Nontron.

## Demografía
| 145 | 94 | 95 | 91 | 122 | 135 |
| Para los censos de 1962 a 1999 la población legal corresponde a la población sin duplicidades (Fuente: INSEE [Consultar]) |    |    |    |     |     |